# Порт-Сент-Джо
Порт-Сент-Джо (англ. Port St. Joe) — город в штате Флорида, США. Входит в состав округа Галф. Население — 3638 чел. (по оценке на 1 июля 2004 года).

## География

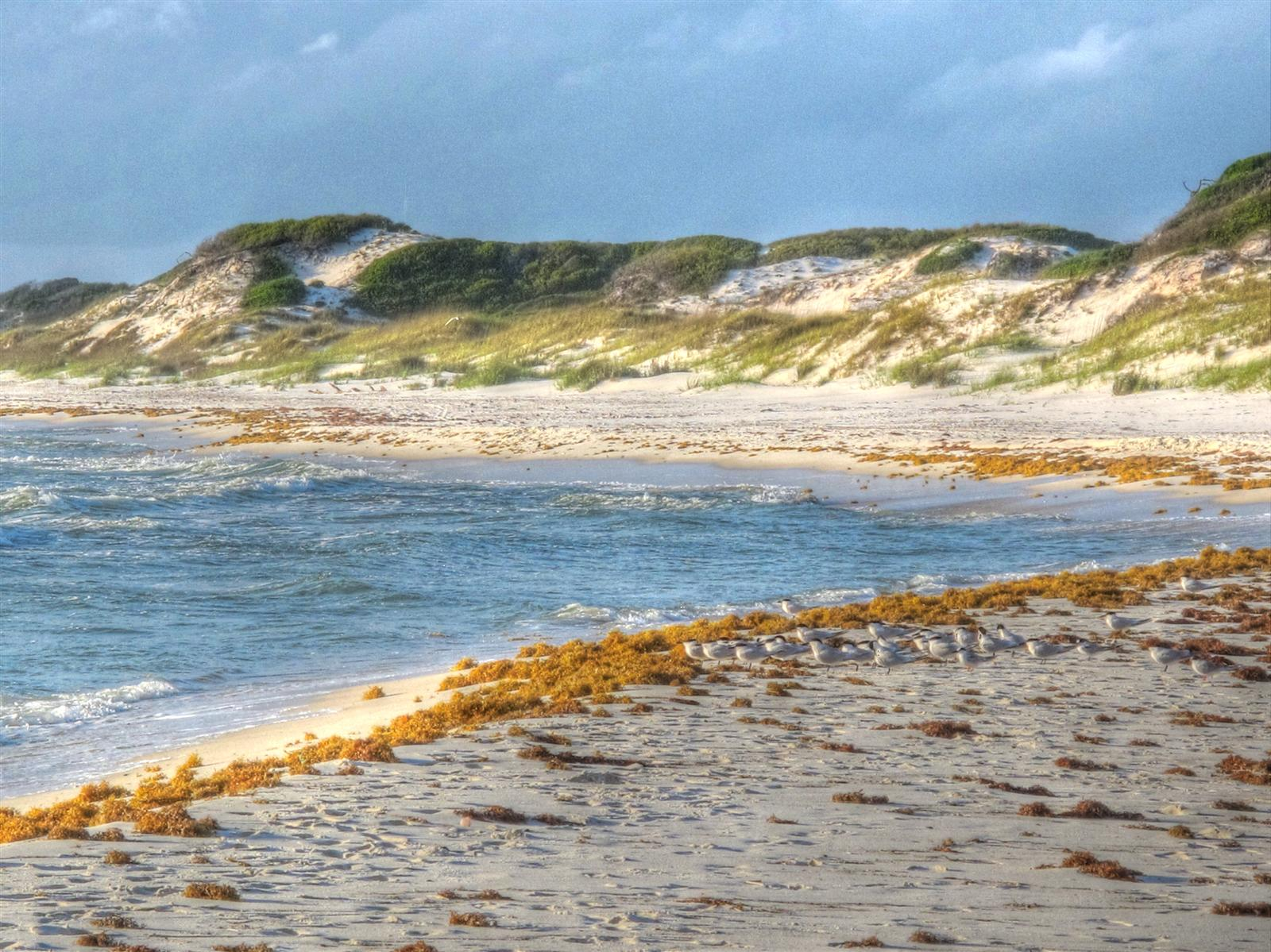
Песчаный берег Порт-Сент-Джо

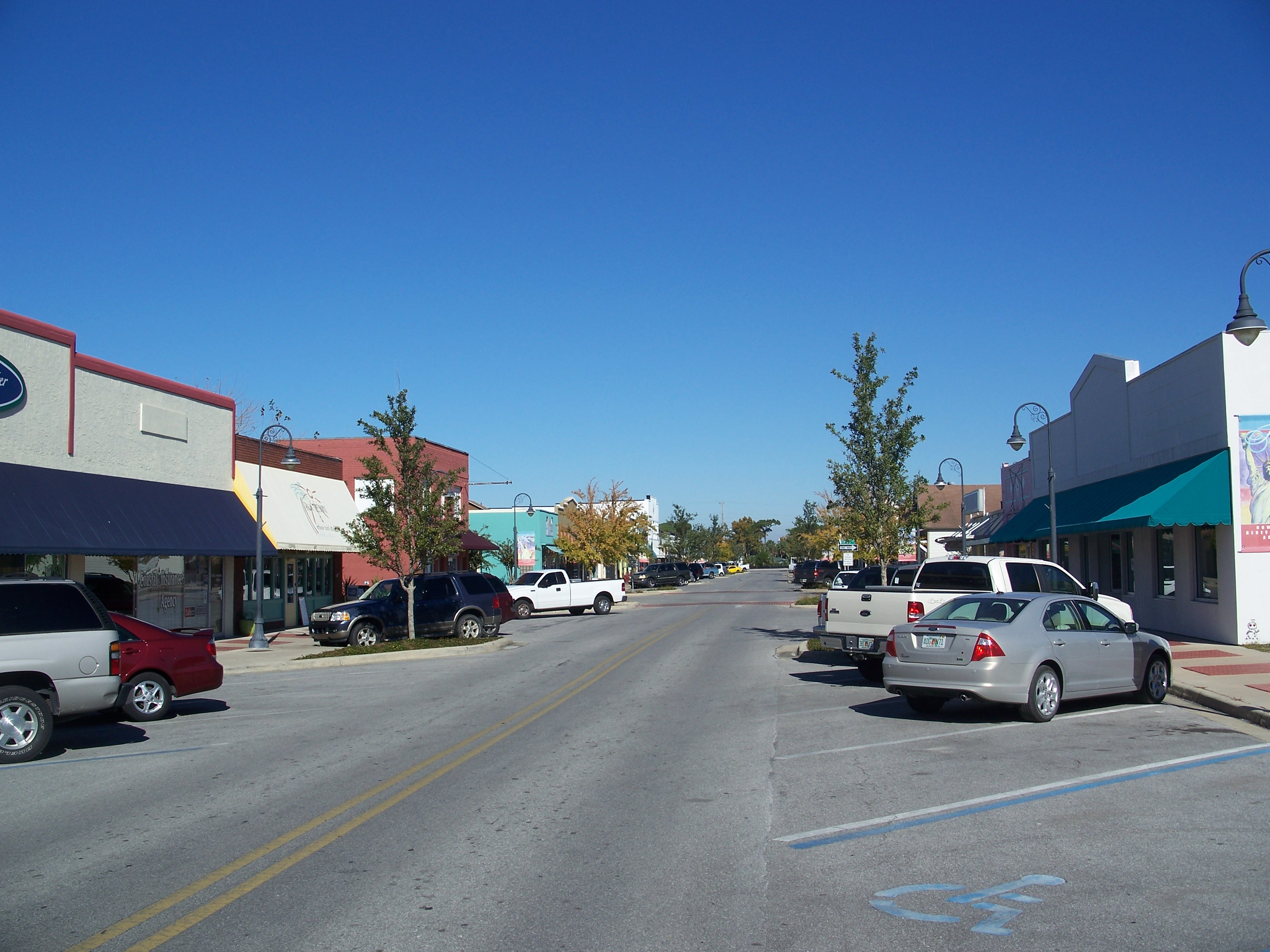
Одна из городских улиц (Рейд-авеню)

Порт-Сент-Джо расположен на северо-западе штата Флорида (в так называемом Флоридском выступе), на Изумрудном берегу залива Сент-Джозеф, относящегося к бассейну Мексиканского залива. Площадь города — 8,6 км².

## История
В 1835 году неподалёку от того места, где сейчас находится Порт-Сент-Джо, был основан небольшой город под названием Сент-Джозеф. Год спустя здесь был построен маяк. В 1838 году в Сент-Джозефе была подписана конституция штата Флорида. Именно поэтому он получил прозвище «конституционного города» (англ. Constitutional City). Однако в 1841 году в Сент-Джозефе произошла эпидемия жёлтой лихорадки, и он превратился в «город-призрак».
В 1909 году на земле, купленной Джеймсом Беннетом Стоуном (англ. James Bennett Stone) ещё в 1867 году (куда входила и территория опустевшего к тому моменту Сент-Джозефа) основан Порт-Сент-Джозеф. Последний 21 марта 1910 года был переименован и получил своё нынешнее название — Порт-Сент-Джо. В 1925 году в составе Флориды был образован новый округ — Галф, куда вошёл и Порт-Сент-Джо.

## Транспорт

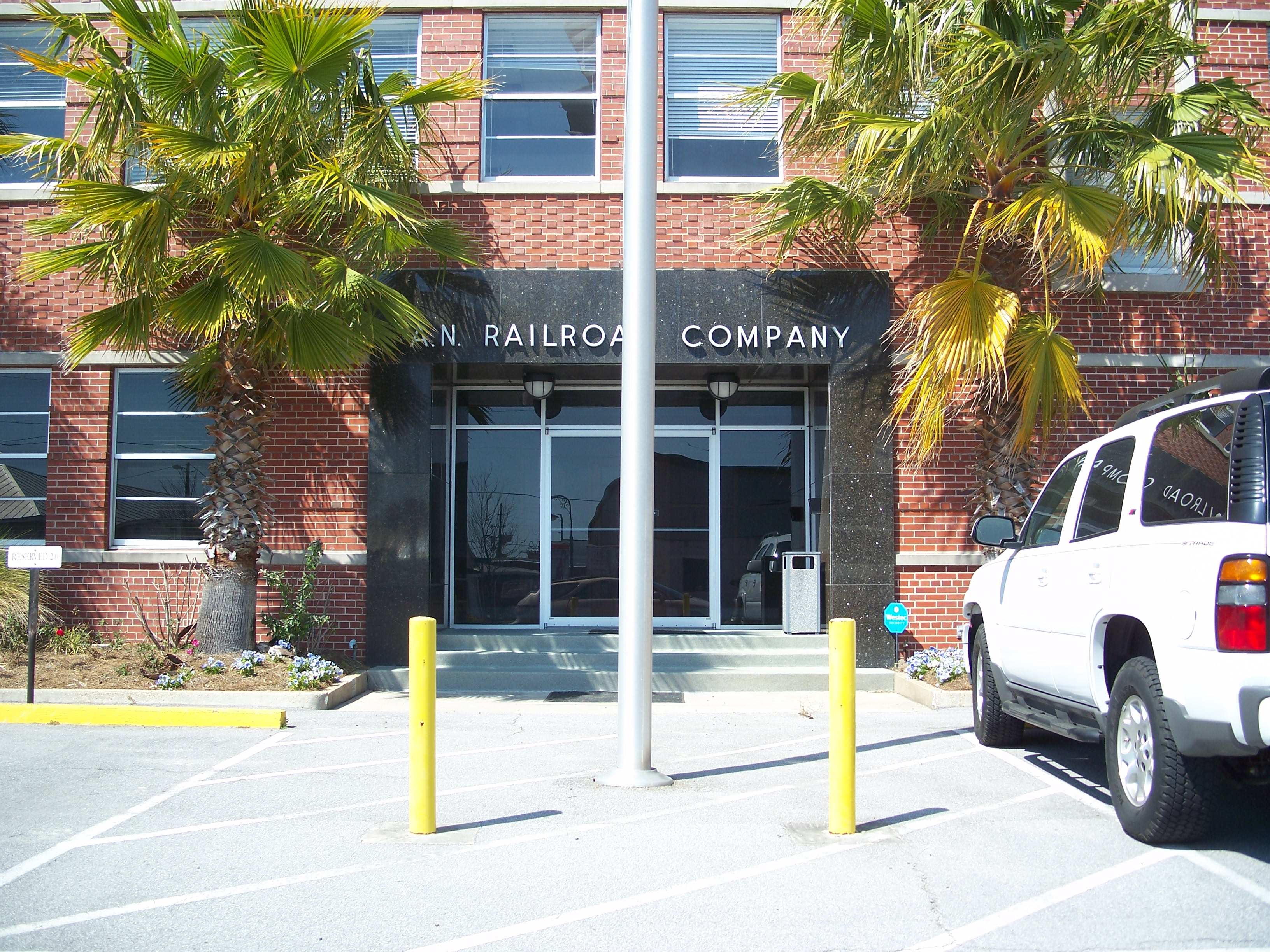
Офис железнодорожной компании

Порт-Сент-Джо находится на трассе Берегового канала Мексиканского залива (южной части Берегового канала), соединяющей города Кэррабелл (Флорида) и Браунсвилл (Техас).
Также в городе есть аэропорт.

## Население
По оценке на середину 2004 года, население города составило 3638 человек. Для сравнения, по переписи 2000 года численность населения Порт-Сент-Джо составляла 3644 чел.